# Euspilotus disnexus
Euspilotus disnexus är en skalbaggsart som först beskrevs av Schmidt 1890.  Euspilotus disnexus ingår i släktet Euspilotus och familjen stumpbaggar. Inga underarter finns listade i Catalogue of Life.